# Alto Takutu-Alto Essequibo
Alto Takutu-Alto Essequibo (Regione 9) è una regione della Guyana, confinante con la regione di Potaro-Siparuni a nord, Berbice Orientale-Corentyne a est e il Brasile a sud e ovest. Le città della regione sono Lethem, Isherton, Good Hope e Surama. La regione è la più estesa della nazione.

## Geografia fisica
Nella regione è presente una grande savana: la savana di Rupununi, che si trova tra il fiume Rupununi e il confine brasiliano.

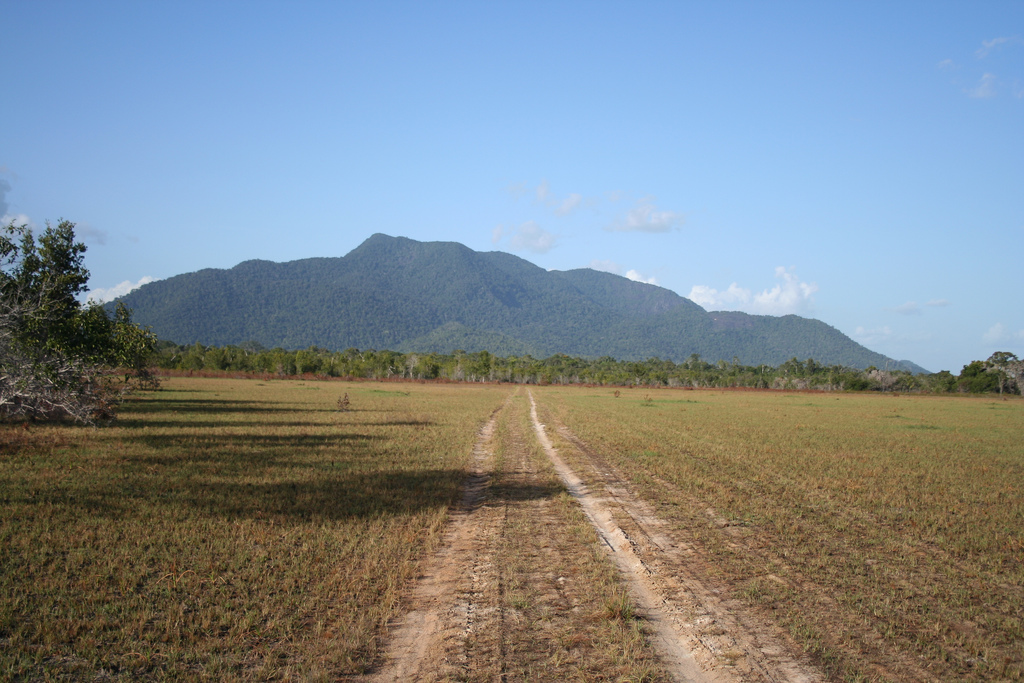
Rupununi

## Popolazione
La popolazione della regione, secondo il censimento ufficiale del 2002, contava 19.387 individui.
- 2002 : 19.387
- 1991 : 15.057
- 1980 : 12.873